# Stolnica v Cosenzi
Stolnica v Cosenzi, znana tudi kot stolnica sv. Marije vnebovzete, je glavni kraj katoliškega bogoslužja v Cosenzi, stolnici nadškofije Cosenza-Bisignano.
Svetišče Device Pilerio je v središču zgodovinskega središča mesta, na Piazza Duomo, 251 metrov nad morjem, ob Corso Telesio. Zgrajena okoli druge polovice 11. stoletja po potresu leta 1184, znana po svojih gotskih linijah in florentinskih značilnostih.
12. oktobra 2011 jo je Unesco prepoznal kot pričo dediščine kulture miru, zahvaljujoč sinergijskemu delu med Unescovim klubom Cosenza, stolnico in uradom za komunikacije nadškofije.

## Zgodovina
Sedanja stolnica stoji na istem mestu kot starejša cerkev, zgrajena v 11. stoletju in jo je potres leta 1184 skoraj popolnoma zravnal z zemljo.
Gradnja nove stavbe se je začela nekaj let kasneje in končala leta 1222. Prenova je potekala v času, ko je bil nadškof Luca Campano, nekdanji cistercijanski menih in tajnik blaženega Gioacchina da Fiore. Istega leta, 30. januarja, je cerkev slovesno posvetil frascatski kardinal škof Nicola de' Chiaromonti kot apostolski delegat. Slovesnost je potekala v navzočnosti švabskega cesarja Friderika II., ki je ob tej priložnosti želel mestu podariti dragoceno stavroteco, ki jo danes mesto hrani v bližnjem škofijskem muzeju.
Leta 1748 so se začela nova preoblikovanja, ki so pripeljala do prekrivanja z baročnimi nadzidavami, ki so poleg skrivanja njenih prvotnih oblik povzročile izginotje neštetih umetnin. Leta 1756 pa so zgradili novo zakristijo. Za dokončanje preoblikovanja je bila v prvi polovici 19. stoletja predelana fasada, ki je bila takrat spremenjena v hibridni neogotski slog. Veliko baročnega okrasja in opreme je bilo podarjenih ali prodanih drugim cerkvam:
- Stol je bil prenesen [8] v katedralo v Salernu;
- Glavni oltar in orgle so bili podarjeni cerkvi Santa Maria in Gerusalemme San Pietro in Guarano.

Obnovitvena dela, ki so se začela že v 19. stoletju in jih je v 20. stoletju končno zaključil nadškof Cosenze Aniello Calcara, so bila namenjena obnovi tako zunanjosti kot notranjosti stavbe.
Stolnica ima izstopajočo fasado, razdeljeno na tri dele v prečnem razvoju osnovnega dela. Ta delitev ustreza notranjosti, s štirimi stebri, ki ločujejo tri portale, od katerih je eden, osrednji, večji. Na portalih je prav toliko rozet, od katerih sta dve srednje veliki in tretja, tista na glavnem portalu, je večja. Na najvišjem vrhu fasade stoji železen križ. Pred vhodom v cerkev je veliko stopnišče, ki povezuje vznožje z istoimenskim trgom.
Da nedvomno prevladuje nad panoramo zgodovinskega središča Cosenze, se neogotska kupola dviga nad stolnico, zgrajena tako, da pokriva kupolo, ki gleda na glavni oltar in je vidna z okoliških hribov v perspektivnem zaporedju z zvonikom. Struktura, zgrajena konec 19. stoletja. arhitekta Giuseppeja Pisantija, je sestavni del notranje obnove prvotnega videza transeptov in apside iz 13. stoletja.
Papež Janez Pavel II. je 6. oktobra 1984 obiskal stolnico v Cosenzi in počastil ikono Madone del Pilerio.

## Notranjost
Stolnica ima postavitev v obliki latinskega križa s tremi ladjami z osmimi travejami, od katerih vsaka deli dve vrsti stebrov z izklesanimi kapiteli.
Rebrast strop treh ladij ima edino izjemo v zadnjem razponu leve ladje, za katerega je značilen križni obok. Prostor prezbiterija, transepta in apsida so povišani glede na nivo ladij.
Ob levi ladji stojita baročni kapeli iz 17.–18. stoletja.

### Kapela Madonne del Pilerio
Posvečena je Madonni del Pilerio in hrani čudežno bizantinsko ikono iz 12. stoletja tipa Galaktotrofusa, ki doji dete. Marmorni oltar iz 18. stoletja je delo neapeljskega kiparja Giuseppeja Sammartina.

### Kapela SS. Zakrament
Kapela bratovščine govora in smrti hrani nagrobni spomenik članom protiburbonskega upora v Cosenzi 15. marca 1844. Prav odmev tega dejstva je spodbudil tragično odpravo bratov Bandiera julija 1844. Takrat sta bila brata Attilio in Emilio Bandiera, ki sta bila sprva tudi pokopana na tem mestu preselil v 1867, znotraj cerkve Santi Giovanni e Paolo, v Benetkah, mestu njunega izvora. Na obeh stranskih stenah kapele je veličasten lesen kor.

### Kapela Marijinega vnebovzetja
Pravokotna kapela je zidana iz tufa in je sestavljena iz enojne obokane dvorane in zelo ozkega prezbiterija, ločenega od ladje z polkrožnim slavolokom. Tlakovana je s ploščicami in ima ometane stene in obok. Na vhodni steni je zidan kor; na nasprotni steni je marmornat oltar s kipom Marijinega vnebovzetja.

### Mavzoleji in grobnice
V stolnici v Cosenzi sta tudi dva pomembna mavzoleja: Henrika VII. Štaufovca in francoske kraljice Izabele Aragonske. Mavzolej Henrika VII. je sestavljen iz sarkofaga v desni ladji, ponovne uporabe iz helenistične dobe, ki v nizkem reliefu ponazarja mit o smrti mladega Meleagra. Grobnica Izabele Aragonske pa je v gotskem slogu in je v levem transeptu. V okroglem triptihu, ki je za stoletja izginil pod njeno baročno obleko, je kraljica predstavljena, tako kot njen mož, klečeča poleg Device. Po prenosu v pariško baziliko Saint-Denis se zdi, da je v mavzoleju ohranjen le plod. Med obnovami v 18. in 19. stoletju sta bili grobnici Ludvika III. Anžujskega, ki je umrl leta 1434, in cosenškega filozofa in naravoslovca Bernardina Telesia, ki je umrl leta 1588, nepojasnjeno skrita, če ne celo odstranjena.

### Prezbiterij
V globoki apsidi sta sodoben marmornat veliki oltar v neoromanskem slogu in dragoceno leseno razpelo iz 15. stoletja, ki izvira iz porušene kapele Telesio. Pod bazenom apside so znotraj ogivalnih niš, podprtih z majhnimi stebri, polikromne freske, ki sta jih v 19. stoletju ustvarila Domenico Morelli in Paolo Veltri, ki prikazujejo Marijino vnebovzetje in na obeh straneh dvanajst apostolov.

## Arheologija
Znotraj stolnice, zlasti med nedavno prenovo in ponovnimi deli prezbiterija, so bile najdene sledi, ki ne segajo le v zgodnjo krščansko dobo, ampak tudi v rimsko dobo, brutsko dobo in v pozno antično fazo. Zelo zanimivo je tudi arheološko območje, razkrito za stolnico (Piazzetta Toscano), skoraj blizu apside, med njo in trgom Parrasio pred njo Kurija.
Poleg zelo kritiziranega urbanističnega posega, ki naj bi »zaščitil in naredil vidne ostanke gradbenih struktur iz predrimskega časa, ima poseg gotovo v celoti vidne linije apside, pa tudi celotne zelo posebne linije tako imenovanega tragita, prvotnega hodnika, obešenega na loke, ki je cozentinskim prelatom omogočal in bo še omogočal dostop do stolnice neposredno od nadškofa«. Kurija je v palači iz 15. stoletja Cicala. Na tej stavbi je ponosno prikazan pastoralni grb monsignorja Domenica Narnija-Mancinellija, ustvarjalca dela v prvi polovici 19. stoletja.

## Stolnica v Cosenzi v filmu in medijih
Nekaj kadrov filma o Gioacchinu da Fioreju Menih, ki je premagal apokalipso reke Jordan je bilo posnetih v katedrali v Cosenzi. 
Nekaj zunanjih pogledov na stolnico, spremenjenih v vhodno lokacijo opatije Corazzo iz 12. stoletja. 
V stolnici v Cosenzi je bil posnet tudi del kratkega filma L'ombra di Michelangelo, ki sta ga režirala Gianfranco Confessore in Marco Martire po navdihu zgodovinskega romana Enza Gabrielija, ki pripoveduje o figurici iz slonovine, ki jo hranijo v škofijskem muzeju in jo nekateri dokumenti in tradicija pripisujejo velikemu umetniku.